# ディープ・フォレスト (機械学習)
ディープ・フォレスト（英: Deep Forest）は多数の決定木を用いたアンサンブル学習アルゴリズムであるランダムフォレストをさらに多層にしたアルゴリズムであり、2017年にZhi-Hua ZhouとJi Fengによって提案された
。ディープラーニングと比較し、ハイパーパラメータが少なく、訓練データのサンプルサイズが小さくても良好な結果が得られることが示されている。